# Life's About to Get Good
"Life's About to Get Good" é uma canção escrita e interpretada pela cantora e compositora canadense Shania Twain. Produzida por Twain, Matthew Koma e Ron Aniello, foi lançada em 15 de junho de 2017 como o primeiro single do quinto álbum de estúdio de Twain, Now. Em outubro de 2017, "Life's About To Get Good" já tinha vendido 36.485 cópias nos Estados Unidos.

## Antecedentes e composição
Twain anunciou formalmente a faixa como seu novo single antes do Festival Stagecoach de 2017. A faixa foi escrita por Twain e produzida por Matthew Koma e Ron Aniello. Jon Freeman, da Rolling Stone, descreve a canção como "um número otimista sobre a mudança de tempos conturbados para dias melhores".
A música é escrita na chave de B ♭ major com um tempo de 100 batidas por minuto no tempo comum. A música segue uma progressão de acordes de B♭–C–E♭–B♭, e os vocais de Twain vão de F3 a B♭4.

## Live performances
Twain estreou o single em 29 de abril de 2017, no Festival Stagecoach. Ela cantou a música na série Today's Summer Concert em 16 de junho de 2017. Foi incluída em seu set em 10 de setembro de 2017 durante sua performance exclusiva no Reino Unido na Radio 2 Live em Hyde Park. Durante sua aparição no final da temporada de 2017 do America's Got Talent, Twain cantou a música junto com "You're Still the One", com a quarta vice-campeã Mandy Harvey.

## Lançamento
A canção estreou em 15 de junho de 2017, na BBC Radio 2 e foi lançada para plataformas de streaming e de compra de música.
Um videoclipe para a música foi gravado na República Dominicana em junho de 2017. O video, dirigido por Matthew Cullen, foi lançado em 26 de julho de 2017. Ele mostra Twain em um resort tropical depois de relembrar seu passado. O videoclipe contém referências à roupas icônicas de Twain, como a do clipe "Man! I Feel Like a Woman!".

## Recepção crítica
O escritor da Rolling Stone, Jon Freeman, escreveu que "a música tem um toque do trabalho hiper-melódico de Jeff Lynne com a Electric Light Orchestra em seu DNA, das harmonias empilhadas à combinação brilhante de acordes". Andrew Unterberger, da Billboard, chama a faixa de "um hino alegre de perseverança folk-pop", e "é maravilhosa, é irresistível - é digna do som do Come On Over, que 20 anos depois ainda é o maior elogio você pode dar a uma canção de Shania".

## Paradas musicais

### Semanais
| Chart (2017)                                  | Melhor colocação |
| --------------------------------------------- | ---------------- |
| Bélgica (Ultratip Bubbling Under de Flandres) | 26               |
| Canadá (Canadian Hot 100)                     | 70               |
| Canadá (Billboard Country)                    | 26               |
| Escócia (Scottish Singles Chart)              | 45               |
| Reino Unido (Singles Downloads Chart)         | 64               |
| Estados Unidos (Billboard Adult Contemporary) | 12               |
| Estados Unidos (Billboard Country Airplay)    | 36               |
| Estados Unidos (Billboard Hot Country Songs)  | 33               |

### Paradas de fim de ano
| Chart (2017)                                  | Posição |
| --------------------------------------------- | ------- |
| Estados Unidos Adult Contemporary (Billboard) | 40      |

## Histórico de lançamento
| Região         | Data                | Formato(s)             | Gravadora         | Ref    |
| -------------- | ------------------- | ---------------------- | ----------------- | ------ |
| Vários         | 15 de junho de 2017 | Download digital       | Mercury Nashville | [ 16 ] |
| Itália         | 15 de junho de 2017 | Contemporary hit radio | Universal         | [ 17 ] |
| Reino Unido    | 15 de junho de 2017 | Adult contemporary     | Virgin EMI        |        |
| Estados Unidos | 19 de junho de 2017 | Rádio country          | Mercury Nashville | [ 18 ] |